# Cossila
Cossila (Cosila in piemontese) è un quartiere alla periferia del comune di Biella la cui piazza centrale è situata a 545 m s.l.m. Prima di essere aggregata a Biella fu un comune autonomo.

## Geografia fisica
La frazione si sviluppa per vari chilometri lungo la cresta divisoria - che nella zona è pressoché rettilinea - tra la vallata del torrente Oropa (a nord-est) e quella del rio Bolume, un affluente dell'Oremo. Da questa conformazione allungata è nato il detto piemontese Cosila, longa e sotila (in italiano: Cossila, lunga e sottile).

## Storia

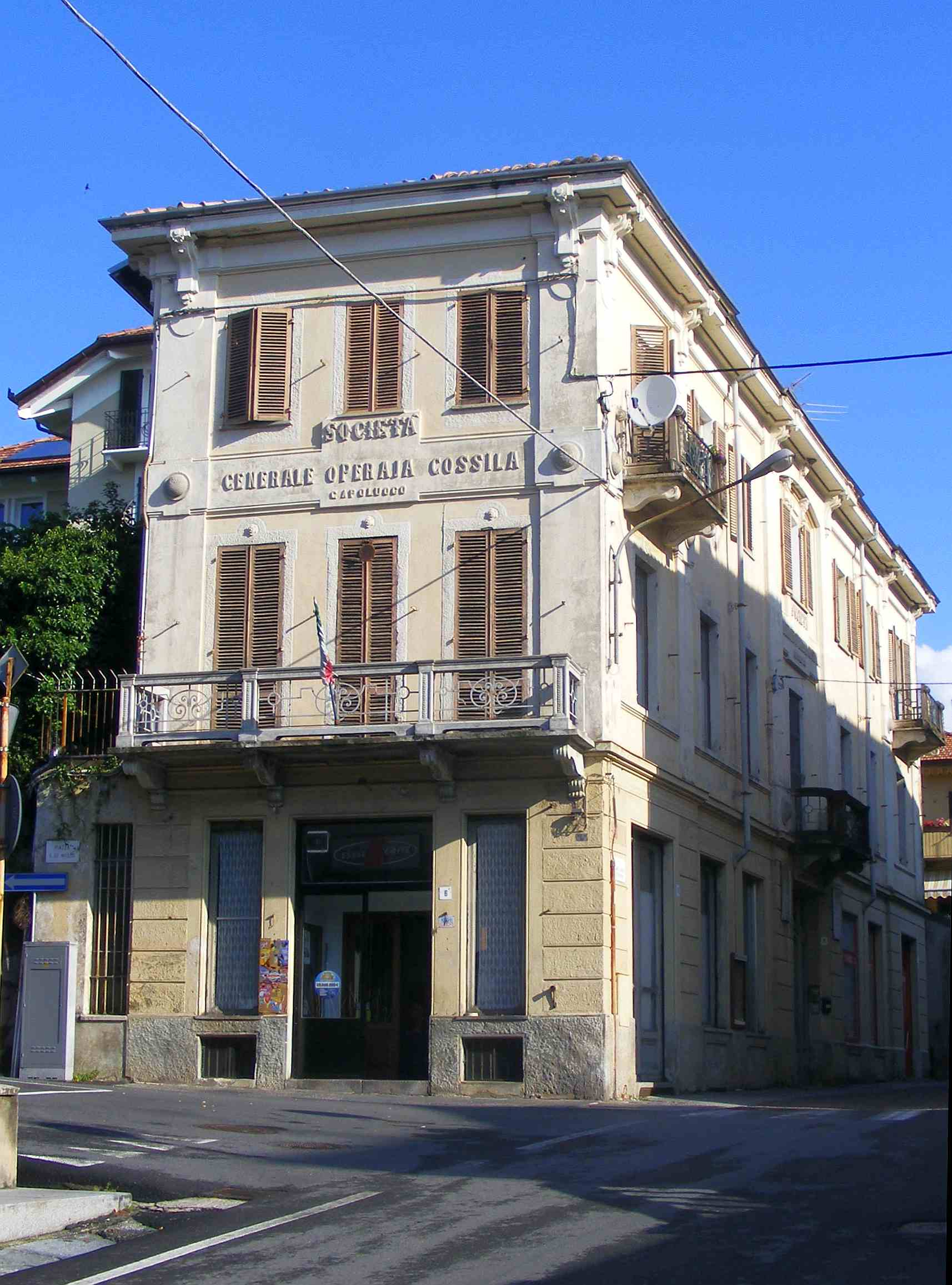
La storica società operaia di Cossila San Grato

Le prime notizie di insediamenti stabili di Cossila risalgono alla fine del XIV secolo. In precedenza i boschi della zona erano punteggiati da insediamenti stagionali, mentre verso la fine del XV secolo fu costruita una cappella a San Grato. Il 14 gennaio 1694 Cossila divenne comune autonomo. Il paese venne poi dato in feudo alla famiglia Nomis, e in periodo napoleonico venne riunito al comune di Biella. Cossila fu nuovamente comune a sé stante tra il 1814 e il 1940, anno nel quale con legge numero 838 del 13 giugno 1940 venne unita nuovamente a Biella.
Oltre ai centri abitati di Cossila San Grato (capoluogo) e di Cossila San Giovanni al comune apparteneva anche la frazione Favaro (o Favè), costituita nel 1821 in parrocchia autonoma. Le tre parrocchie - San Grato, San Giovanni e San Giuseppe (al Favaro) - sono tuttora distinte.
La scuola primaria di Cossila San Giovanni è ospitata nel panoramico edificio di un ex-convento ristrutturato nel 1997 e raccoglie gli alunni dei tre centri abitati che formavano l'ex-comune. L'edificio della ex-scuola elementare di Cossila San Grato, che per vari anni ospitò anche il municipio, è invece utilizzato come sede da diverse associazioni e nella sua palestra si praticano varie discipline sportive.
Il codice ISTAT del comune soppresso era 002811, il codice catastale (valido fino al 1983) era D097

## Edifici di pregio

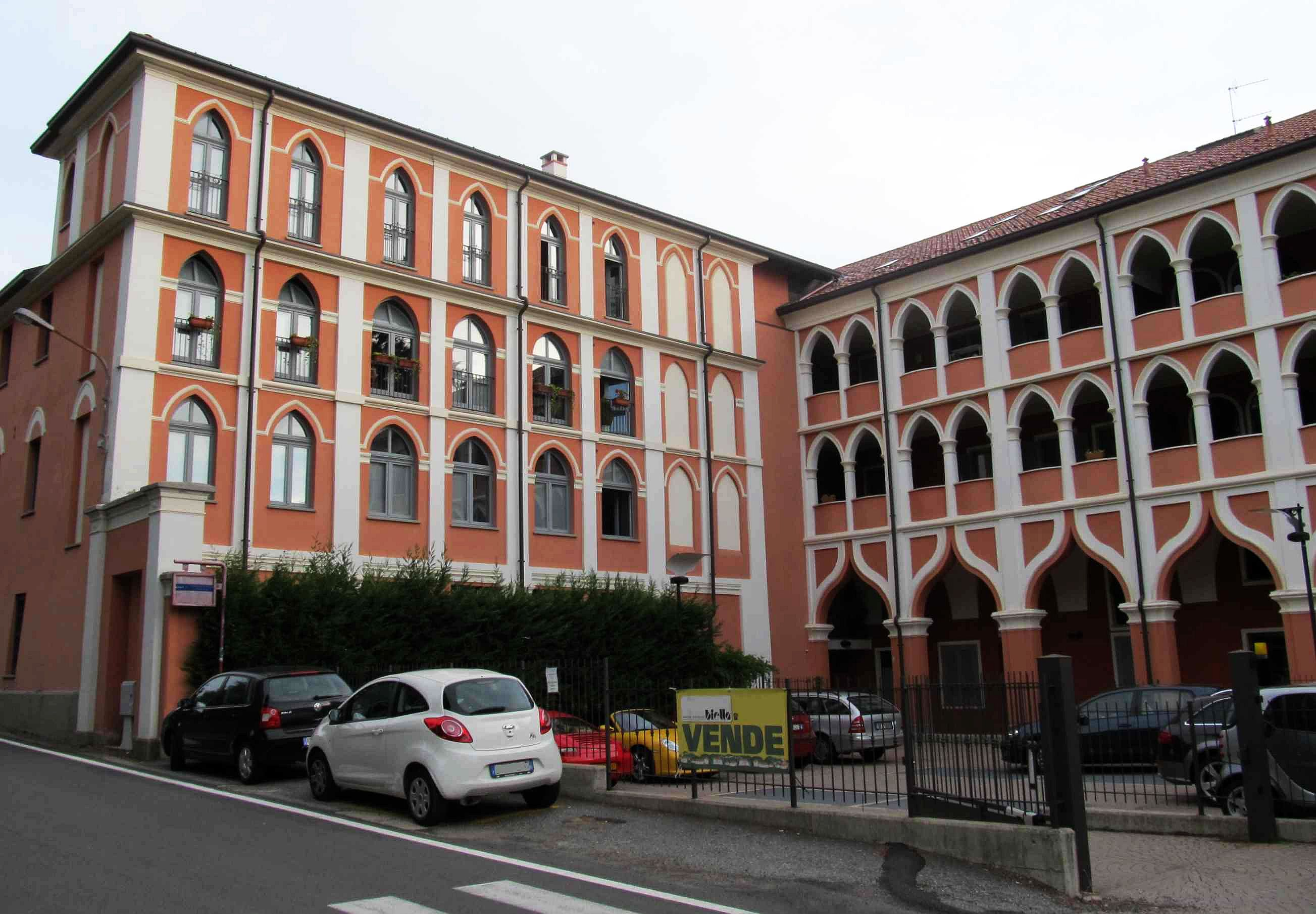
L'ex stabilimento idroterapico nel 2012

- Sede della Società operaia di Cossila San Grato; collocata a breve distanza dalla parrocchiale di San Grato ed inaugurata il 20 settembre 1908.
- Ex stabilimento idroterapico; fondato nel 1858 e ristrutturato nel 1888; poteva dare ospitalità a un centinaio di persone ed era dotato di un ampio parco, sale da biliardo, per i concerti e la lettura.[10] Il grande edificio, caratterizzato da uno stile neogotico piuttosto singolare, dopo la chiusura dello stabilimento idroterapico ospitò per vari anni una clinica privata e da pochi anni è stato trasformato in un residence con molteplici appartamenti di pregio.
- Parrocchiale di San Giovanni; situata sulla ex SS 144, conserva un bel portale ligneo della bottega di Pietro Antonio Serpentiere risalente al 1776.[11]

## Escursionismo

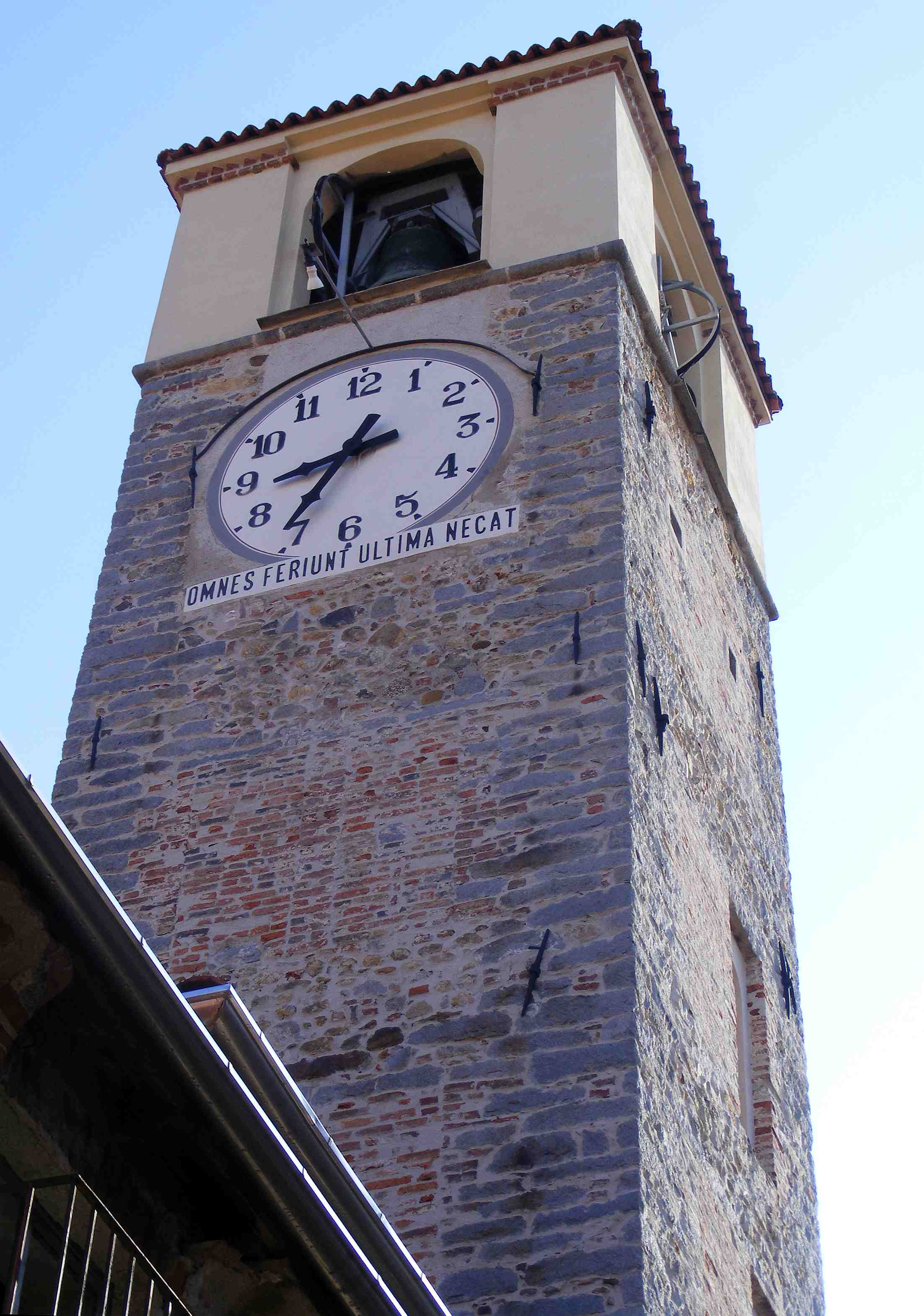
La torre campanaria

A nord-est del paese, nella valle dell'Oropa, transita il sentiero che dal centro di Biella permette di raggiungere a piedi il Santuario di Oropa.
Per Cossila San Giovanni passa anche la settima tappa della GtB (Grande traversata del Biellese), un lungo itinerario escursionistico che percorre a quota medio-bassa tutta la provincia di Biella.

## Infrastrutture e trasporti
Il paese è servito dalla linea di autobus 360 Biella San Paolo-Oropa.
Inoltre il paese è attraversato dalla strada statale 144 di Oropa.